# Blackfriars (stanice metra v Londýně)
Blackfriars je stanice metra v Londýně, otevřená 10. května 1886. Původní jméno znělo St. Paul's. Na dnešní jméno byla stanice přejmenována roku 1937. Nachází se na dvou linkách :
- Circle Line a District Line (mezi stanicemi Temple a Mansion House)
- National Rail

| Rok  | Počet cestujících      |
| ---- | ---------------------- |
| 2011 | (stanice byla zavřena) |
| 2012 | 9,28 mil               |
| 2013 | 12,09 mil              |
| 2014 | 13,14 mil              |